# Estación Glória
La Estación Glória es una estación del metro de Río de Janeiro, que se ubica en el barrio de Glória, Río de Janeiro, entre las estaciones Cinelândia y Catete. Fue inaugurada en 1979 siendo una de las primeras estaciones de metro de la ciudad. Posee un flujo de 18 mil pasajeros por hora en el periodo de pico y tiene salidas tanto para la rúa da Glória como para la de Catete y el largo da Glória. Alberga en su interior algunos quioscos de comercio y un busto del locutor Haroldo de Andrade. La estación fue la terminal de la línea 2 entre diciembre del 2009 y febrero del 2020, entre las 5 y las 16 horas, los días útiles. El resto de días la línea se prolongaba hasta la estación Botafogo y, los fines de semana, sólo hasta la estación Estácio
La estación es accesible para discapacitados y posee un bicicletario. Posee dos accesos:
- Acceso A, por la Rúa da Glória
- Acceso B, por el Outeiro da Glória

En las proximidades de la estación se encuentra la estación Russel del Plano Inclinado del Outeiro da Glória.